# 1193 dans les croisades
Cette page regroupe les évènements concernant les Croisades qui sont survenus en 1193 :
- 4 mars : mort de Saladin[1].
- 28 novembre : mort de Robert IV de Sablé, grand maître de l'Ordre du Temple[2].
- mort de Balian d'Ibelin[3].